# Étienne de Bourg
Étienne de Bourg, mort le 4 février 1118, compagnon de saint Bruno, fondateur de la Grande-Chartreuse, puis prieur de la Chartreuse de Meyriat dans le diocèse de Belley.
Il est fêté localement le 4 janvier.

## Histoire et tradition
Tout d'abord chanoine de l'Abbaye de Saint-Ruf, il se rend à Sèche-Fontaine (diocèse de Langres) en compagnie d'Étienne-de-Die pour rencontrer Bruno le Chartreux. Ils restent une année dans cet ermitage quand Bruno leur fait part de son projet de se retirer dans un lieu plus isolé, Étienne lui tient alors ce discours : 

« Maître, puisque vous désirez une solitude moins agréable et plus retirée que celle que nous habitons, nous osons vous assurer que vous trouverez dans le diocèse de Grenoble ce que vous cherchez. Vous y trouverez des montagnes escarpées, couvertes de bois, d'horribles solitudes, des déserts affreux où aucun humain n'a peut-être encore pénétré ; il n'y a nulle habitation, nulle société. Si ce lieu, tel que nous vous en donnons l'idée, vous plaît et vous paraît propre à la fin que vous vous proposez, il suffira, pour l'obtenir, de le demander à l'évêque qui se nomme Hugues; c'est un homme d'un grand mérite, d'une éminente piété et d'un rare savoir: il est doux, il est humain, il est charitable ; c'est un saint, c'est un ange. Il aime beaucoup les religieux ; il l'a été lui-même, et il le serait encore, si le souverain pontife ne lui avait ordonné de revenir à son évêché exercer le saint ministère qui lui a été confié, et qu'il n'avait abandonné que par humilité. Nous pouvons donc en toute sûreté l'aller trouver, il nous recevra bien; il se fera un plaisir et même un devoir de nous aider de ses conseils et d'acquiescer à notre demande. »

Ainsi donc le groupe se met en route pour rencontrer Hugues de Grenoble évêque de Grenoble, lequel leur offrit une terre dans le massif de la Chartreuse pour qu'ils y bâtissent ce qui deviendra la Grande Chartreuse. Étienne de Bourg reste trente-trois ans dans cette abbaye avant de repartir rejoindre son parent Ponce de Balmey, évêque de Belley, qui veut fonder la Chartreuse de Meyriat à Vieu-d'Izenave en compagnie de Guigues Ier le Chartreux.